# Isaković
Isaković je priimek več znanih oseb:
- Antonije Isaković (1923—2002), srbski pisatelj in akademik
- Jovan Isaković (1806—1885), srbski slikar
- Mihailo Isaković (1870—1938), srbski igralec
- Mile Isaković (*1958), srbski rokometaš
- Sara Isaković (*1988), slovenska plavalka
- Sava (Savo)  Isaković (1922—1973), slovenski strojnik
- Smiljka Isaković (*1953), srbska čembalistka
- Tatjana Isaković (*1961), slovenska gradbenica, prof. FGG UL, članica IAS
- Toma Isaković (1810—?), srbski in hrvaški igralec